# مینه هاها اسپرینگز (ویرجینیای غربی)
مینه هاها اسپرینگز (به انگلیسی: Minnehaha Springs) یک منطقهٔ مسکونی در ایالات متحده آمریکا است که در شهرستان پوکاهانتس، ویرجینیای غربی واقع شده‌است.